# Pointe Lariette
La pointe à Latanier est un cap de Guadeloupe.

## Géographie
Il se situe à l'est de l'Anse Patate et à l'ouest de l'Anse à Saint, entre les communes du Gosier et de Sainte-Anne.  